# Акакпо, Серж
Серж Оньядо́н Акакпо́ (фр. Serge Ognadon Akakpo; 15 октября 1987, Ломе, Того) — тоголезский футболист, защитник. Выступал за сборную Того.

## Карьера
Акакпо начал свою карьеру в академии клуба «Осер». Дебютировал он в основной команде бургундцев в июле 2007 года. Через год он начал свои выступления за национальную сборную.
Недовольный отсутствием стабильной игровой практики в бургундском клубе, в 2009 он перебрался в Румынию, а именно в клуб «Васлуй», с которым в 2010 он дошёл до финала Кубка Румынии. Чуть раньше, в этом же году, он отправился в Анголу на Кубок африканских наций.
В 2011—2013 годах выступал за клуб «Жилина». С 2014 года по 2015 год выступал за ужгородскую «Говерлу» в чемпионате Украины. В январе 2016 года стал игроком «Трабзонспора» на условиях аренды до конца сезона.

## Личная жизнь
Акакпо является выходцем из Бенина. Также он имеет французский паспорт. На Кубке африканских наций 2010 года автобус с его сборной подвергся нападению ангольских боевиков, в результате обстрела Акакпо был ранен.